# KANAME HAMADA
KANAME HAMADA（かなめ はまだ、1989年5月30日 - ）は、日本のグラフィックデザイナー、レタッチャー、イラストレーター、コピーライター。缶バッジブランド0530ZeroGoSanZeroのデザイナー。LYOKALANET PROJECT（リオカラネットプロジェクト）のプロデューサー。

## 人物
- 1989年、大阪府池田市にて出生後、兵庫県宝塚市へと移る。
- 大阪芸術大学短期大学部デザイン美術学科、ビジュアルデザイン専攻マーケティングコース卒業。
- 母親もイラストレーターである。
- VivianyaAj（びびあにや えいじぇい）という名義でさまざまなゲームをプレイしており、Youtubeチャンネル「VivianyaAj / KANAME GAMES」にてゲームに関する動画の投稿と配信を行っている。愛称は「おびび」。

## 来歴
- 1994年 - 雑誌「Windowsえほん」にてグラフィックソフトウエア「ペイント」を使用した絵日記の特集が8ページにわたって掲載される[2]。
- 2005年 - 学校の先生よりジョニー・デップの似顔絵を依頼され、5000円の図書カードを受け取ったため、それが初めての仕事としている[3]。活動の名前を本名から「紀-kaname-」に改名[4]。
- 2007年 - インターネット上の3D仮想空間「セカンドライフ」内と現実世界で開催された、テレビ朝日系列の関西キー局朝日放送が主催する「ABCショートムービーCMグランプリ」[5]の作品募集用テレビCMへイラストを提供。イラストレーターとしての活動を開始。
- 2008年 - 企業WEBサイト用の素材の制作依頼をきっかけに、グラフィックデザイナーとしての活動を開始。
- 2008年9月14日 - オリジナル缶バッジブランド「0530"zero-go-san-zero"」を立ち上げる。（2017年9月14日より「0530ZeroGoSanZero」に改名。）[6]
- 2019年1月1日 - デザイナーとして所属していた会社を退職し、再びフリーランスとしての活動を開始。名前を「KANAME HAMADA」に改名した。
- 2021年1月16日 - クリエイティブオフィス「KANAME HAMADA」を設立。
- 2022年9月29日 - エンターテイメント・アイドルプロジェクト「LYOKALANET PROJECT（リオカラネットプロジェクト）」を開始。
- 2023年8月1日 - アパレルや雑貨を取り扱うECサイト「EVEDAHLIA（イヴダリア）」を開始。

## 主な仕事

### イラスト
- 朝日放送主催　ABCショートムービーCMグランプリ[5] - 募集用CM用イラスト（2008年）
- S嶋ちゃんねる - アイコンキャラクター（2022年2月1日）[7][8]

### デザイン
- オリジナル缶バッジブランド 0530ZeroGoSanZero - 商品デザイン（2008年）
- 韓方茶カフェ 五嘉茶OGADA（OGADA JAPAN） - 販促物デザイン（2015年）[9]
- アクセサリー店  Mon Parfait（モンパルフェ） - ロゴ制作・CIデザイン（2017年）[10][11]
- S嶋ちゃんねる - Youtubeチャンネルアート（2022年2月1日）[7][8]
- uyuni オフィシャルグッズ - バタフライロゴデザイン（2022年6月28日）[12][13]
- GERARD オフィシャルグッズ - Tシャツデザイン（2023年7月14日）
- Def Tech デジタルニューシングル「Automatic」 - ジャケットデザイン（2023年7月17日）

### 写真
- 総合ライフスタイル誌 ミセス11月号 - ユンヌ・ピエール・アンプリュス商品写真撮影・レタッチ（2014年）[14]

### キャッチコピー
- 韓方茶カフェ 五嘉茶OGADA（OGADA JAPAN） - 販促キャッチコピー（2015年）[9]

### その他
- LINEスタンプ - 「ひげちゃん｡」（2016年3月3日）
- LINE着せかえ - 「ひげちゃん。着せかえバージョン！」（2016年4月27日）

## 活動
- 2008年9月14日 - オリジナル缶バッジブランド「0530ZeroGoSanZero（ゼロゴーサンゼロ）」
- 2017年11月14日 - Youtubeチャンネル「VivianyaAj / KANAME GAMES」
- 2022年9月29日 - エンターテイメント・アイドルプロジェクト「LYOKALANET PROJECT（リオカラネットプロジェクト）」
- 2023年8月1日 - ECサイト「EVEDAHLIA（イヴダリア）」

## 展覧会
- 2022年4月28日-5月4日 - 「International mixed reality art exhibition "Yellow"」M.A.D.S.アートギャラリー（イタリア・スペイン）[15]
- 2022年12月28日-2023年1月3日 - 「International contemporary art exhibition "BRAIN CAKE"」（スペイン, バルセロナ, ユネスコ世界遺産, カサ・ミラ）

## メディア

### 掲載書籍
- 2022年4月28日 - 「YELLOW OFFICIAL CATALOGUE」（Issuu）[16]
- 2022年5月11日 - 「NFT名鑑2022_5月号」日本語版・英語版（DAOだお文庫）